# Georges Rigal
Georges Lucien Rigal (Parigi, 6 gennaio 1890 – Saint-Maur-des-Fossés, 25 marzo 1974) è stato un nuotatore e pallanuotista francese, vincitore di una medaglia d'oro all'olimpiade di Parigi 1924.
Ai Giochi di Stoccolma 1912, oltre alla pallanuoto, gareggiò anche nel nuoto, partecipando alla gara dei 100m sl.